# بافت‌شناسی (کتاب)
بافت‌شناسی کتابی از مسلم بهادری است که در سال ۱۳۴۶ منتشر و برندهٔ جایزه کتاب سال سلطنتی شد.